# Талда (приток Кыргая)
Талда — река в России, протекает по Прокопьевскому району Кемеровской области.
Устье реки находится в 14 км по правому берегу реки Кыргай. Длина реки составляет 26 км.

## Данные водного реестра
По данным государственного водного реестра России относится к Верхнеобскому бассейновому округу, водохозяйственный участок реки — Томь от города Новокузнецк до города Кемерово, речной подбассейн реки — Томь. Речной бассейн реки — (Верхняя) Обь до впадения Иртыша.